# Trifón Medrano
Trifón Medrano Llurba (Getafe, 1908-Bilbao, 17 de febrero de 1937) fue un político comunista español.

## Biografía
Era miembro de una familia obrera, y trabajaba en un taller donde comenzó su militancia comunista. En 1932 participó en el II Congreso de la Unión de Juventudes Comunistas de España (UJCE) en la que fue elegido Secretario General. Durante este período recibió formación política en la Escuela Internacional Lenin de Moscú donde coincidió con otros jóvenes como Lina Ódena.
En 1934 inició los primeros contactos con las Juventudes Socialistas de España (JJSS) de cara a la futura unificación de las dos organizaciones. En las conversaciones que tuvieron lugar, participaron por la UJCE: Jesús Rozado Díaz, Fernando Claudín y Trifón Medrano, y por las JJSS: Santiago Carrillo, José Laín, Segundo Serrano Poncela.
El 6 de febrero de 1936 fue detenido por orden del gobernador civil de Ciudad Real, después de realizar un mitin en La Solana en el que acusó al gobierno de la república de asesinar mineros durante la Revolución de Asturias de 1934. En las elecciones de 1936, formó parte de la candidatura del Frente Popular en la provincia de Ciudad Real representando al PCE, donde obtuvo 79 329 votos, aunque no salió elegido.
En marzo de 1936 el delegado de la Internacional Juvenil Comunista (Vittorio Codovilla), le invitó a viajar a Moscú junto con Santiago Carrillo, Federico Melchor y Felipe Muñoz Arconada para resolver los problemas de la unificación de las dos organizaciones. Allí conoció a Georgi Dimitrov, y se entrevistó con varios dirigentes de las Komsomol.
El 5 de abril de 1936, durante un mitin en Las Ventas, con José Díaz, Largo Caballero, y Santiago Carrillo, se anunció oficialmente la unificación de las dos organizaciones creando las Juventudes Socialistas Unificadas. También se anunció la unificación del PSOE y el PCE, pero que finalmente solo se llevó a cabo en Cataluña, creando el PSUC.
El Golpe de Estado de julio de 1936 le sorprendió en París, junto con Santiago Carrillo y José Laín para entrevistarse con el secretario general de la IJC (Raymond Guyot). Al enterarse de la noticia regresaron a España encontrándose en el camino de retorno a Luis Araquistáin y Rodolfo Llopis, llegaron en tren hasta Hendaya y hasta San Sebastián en taxi, donde alquilaron un coche para intentar llegar a Madrid. En Gallarta les paró un control de milicianos del PNV, que estuvo a punto de fusilarlos, pero se salvaron al reconocer un miliciano de un convoy a Laín. Marcharon hasta Torrelavega, donde se unieron a una columna que intentaba retomar Aguilar de Campoo. Terminaron yendo a Bilbao, donde se entrevistaron con Juan Astigarrabia, dirigente del Partido Comunista de Euskadi. Después de estar unas semanas en un batallón que operaba en Ochandiano, regresaron a Madrid vía Francia, Puigcerdá y Barcelona. 
En noviembre de 1936, Trifón Medrano se incorporó al Quinto Regimiento, además participó en el Congreso Provincial de la JSU de Alicante y el Congreso Nacional de la JSU en Valencia en enero de 1937, en el que fue reelegido para su cargo. A principios de febrero marchó para una campaña de propaganda de la JSU por las provincias del norte. El 17 de febrero de 1937 murió junto con Luis Rodríguez Cuesta y Agustín Zapiraín Aguinaga (secretario de organización de la JSU en País Vasco) a causa de la explosión accidental de un proyectil en el edificio de la Unión y el Fénix en la calle Arenal número 3 de Bilbao donde celebraban una reunión.